# Klasični objekt Kuiperovog pojasa
Klasični objekt Kuiperovog pojasa (eng., classical Kuiper belt object, još i cubewano), objekti Kuiperovog pojasa (KBO) s niskim ekscentricitetom koji orbitiraju dalje od Neptuna te nisu pod kontrolom orbitalne rezonance s Neptunom. Imaju orbite s velikom poluosi u rasponu od 40 do 45 AJ te, za razliku od Plutona, ne sijeku neptunovu orbitu.
Izraz "cubewano" potječe od prvog trans-neptunskog objekta (TNO) pronađenog nakon Plutona i Harona, (15760) 1992 QB1. Slični kasnije otkriveni objekti nazivani su "QB1-oima" ili "cubewanoima" iako se u znanstvenoj literaturi češće koristi izraz "klasični".